# Кусаинов, Айтпай Бекболатович
Айтпай Бекболатович Кусаинов (каз. Айтпай Бекболатұлы Құсайынов; 1936 год, село Калинино, Сталинский район, Северо-Казахстанская область, Казахская ССР, СССР — 1989 год) — тракторист совхоза «Новорыбинский» Алексеевского района Целиноградской области, Казахская ССР. Герой Социалистического Труда (1973). Депутат Верховного Совета Казахской ССР 9-го созыва.

## Биография
Родился в 1936 году в крестьянской семье в селе Калинино (сегодня — Кара-Озек Аккольского района).
После окончания курсов механизаторов с 1952 года трудился трактористом в совхозе «Новорыбинский» Алексеевского района. Участвовал в освоении целинных и залежных земель.
В 1973 году досрочно выполнил производственные задания и личные социалистические обязательства по уборке урожая. Указом Президиума Верховного Совета СССР от 10 декабря 1973 года «за большие успехи, достигнутые во Всесоюзном социалистическом соревновании, и проявленную трудовую доблесть в выполнении принятых обязательств по увеличению производства и продажи государству зерна и других продуктов земледелия в 1973 году» удостоен звания Героя Социалистического Труда с вручением ордена Ленина и золотой медали «Серп и Молот».
Избирался депутатом Верховного Совета Казахской ССР 9-го созыва (1975—1980).
Был наставником трудовой молодёжи. До 1987 года воспитал около 300 молодых трактористов и комбайнёров.
Скончался в 1989 году.
Память
- Его именем названа улица в селе Кара-Озек[2].
- Его именем названа средняя школа в селе Кара-Озек[3].